# Приствольний двір

Приствольний двір, Пристволовий двір, Пристовбурний двір — сукупність виробок і камер, розміщених біля стовбура, призначених для обслуговування підземного господарства. П.д. має забезпечувати видачу всього вугілля на поверхню відповідно до прийнятої потужності шахти з резервом у 1,5 раза. П.д. – головний підземний приствольний трансп. вузол шахти і зона розміщення деяких загальношахтних служб. П.д. служить для забезпечення організованого і ефективного пропуску всього вантажу, що видається з шахти на поверхню (корисна копалина, порода), а також прийому з поверхні вагонеток з кріпильними, закладними і ін. матеріалами, з обладнанням та ін. 

## Різновиди
Розрізняють кругові паралельні, кругові перпендикулярні і петльові двори. Крім того, П.д. класифікують за типом трансп. засобів, схемами руху вантажних потоків; напрямком надходження вантажів; кількістю трансп. виробок і рейкових шляхів; типом підйому і підіймального обладнання. 
За типом трансп. засобів П.д. поділяють на локомотивні і конвеєрні, з яких найбільше поширення на діючих шахтах отримали локомотивні. 
За схемами руху вантажопотоків розрізнюють кругові, петльові, човникові і тупикові П.д. В Україні найчастіше застосовуються кругові і петльові П.д. 
За напрямом надходження вантажів розрізнюють однобічні і двобічні П.д. 
За кількістю трансп. виробок і рейкових шляхів виділяють П.д. з одною прямолінійною багатоколійною виробкою і з декількома одно- або двоколійними виробками. 
За типом підйому і підіймального обладнання розрізнюють П.д. для вертикального підйому і підйому по похилих стовбурах. 
У межах двору споруджують камери: насосну, водозбірники, електростанцію, вугільну й породну розвантажувальні ями, депо електровозів протипожежного поїзда, камери очікування, медичного пункту, очищення зумпфу, склад вибухових речовин.